# Kurt Tozzer
Kurt Tozzer (* 5. Dezember 1929 in Wien; † 1. Juli 2012) war ein österreichischer Fernseh- und Pressejournalist sowie Autor. 

## Leben
Nach der Volks- und Hauptschule absolvierte Tozzer an einer Ingenieurschule eine Ausbildung zum Elektroingenieur.
Anschließend begann er in der Zeitungsbranche zu arbeiten, anfangs als freier Mitarbeiter bei der Inseratenwerbung, als Pressefotograf und dann als Journalist. 1954 begann er ein festes Dienstverhältnis beim neu gegründeten „Bild-Telegraf“. Weiters war er für den „Express“ und die „Wochenpresse“ tätig. 1967 begann Tozzer zunächst als Pressechef beim ORF. Später gestaltete und leitete er bis zu seiner Pensionierung im Jahr 1994 zahlreiche Sendereihen wie beispielsweise das zeitkritische TV-Magazin „Horizonte“ und das Medienmagazin „Schwarz auf Weiß“. Im Ruhestand war er als freier Journalist tätig. Unter anderem schrieb er als Kolumnist für „täglich Alles“ und für die Zeitschrift „Der Österreichische Journalist“. Ab 1995 publizierte er zahlreiche Bücher, teilweise mit seinem ehemaligen ORF-Kollegen Günther Kallinger.  
1970 wurde Tozzer für den Horizonte-Beitrag „Überleben“ mit dem Fernsehpreis der Österreichischen Erwachsenenbildung ausgezeichnet. 1975 erhielt sein Redaktionsteam für das Magazin Horizonte den Österreichischen Naturschutzpreis. Außerdem wurde er mit der Goldenen Kamera ausgezeichnet.
Tozzer war verheiratet und hatte drei Kinder, zwei Töchter und einen Sohn.

## Schriften (Auswahl)
- mit Günther Zelsacher: Bombenspuren. Briefbomben und politischer Terror. Holzhausen, Wien 1995, ISBN 3-900518-37-8.
- mit Günther Zelsacher: 1945 – so war es wirklich. Der Umbruch vor 50 Jahren. Leben zwischen Leid und Lüge. Verlag Niederösterreichisches Pressehaus, St. Pölten 1995, ISBN 3-85326-022-5.
- mit Günther Kallinger: "Marschmusik für Glockenspiel". 1968, Österreich am Rande des Krieges. NP-Buchverlag, St. Pölten 1998, ISBN 3-85326-089-6.
- mit Günther Kallinger: Todesfalle Politik. Vom OPEC-Überfall bis zum Sekyra-Selbstmord. NP-Buchverlag, St. Pölten 1999, ISBN 3-85326-119-1.
- In Fortunas Labyrinth. Das Milliardengeschäft mit dem Glücksspiel. NP-Buchverlag, St. Pölten 2001, ISBN 	3-85326-167-1.
- mit Günther Kallinger: Spurlos. Die spektakulärsten Vermissten-Fälle der Interpol. Ueberreuter, Wien 2003, ISBN 3-8000-3881-1.
- mit Max Tozzer: Das Netz der Schattenmänner. Geheimdienste in Österreich. Holzhausen, Wien 2003, ISBN 3-85493-079-8.
- mit Günther Kallinger: Tat-Sachen. Die spektakulärsten Kriminalfälle Österreichs. Ueberreuter, Wien 2005, ISBN 3-8000-7091-X.
- mit Martin Majnaric: Achtung Sendung. Höhepunkte, Stars und exklusive Bilder aus 50 Jahren Fernsehen. Ueberreuter, Wien 2005, ISBN 3-8000-7090-1.